# Le Vertige (film, 1921)
Pour les articles homonymes, voir Vertige (homonymie).

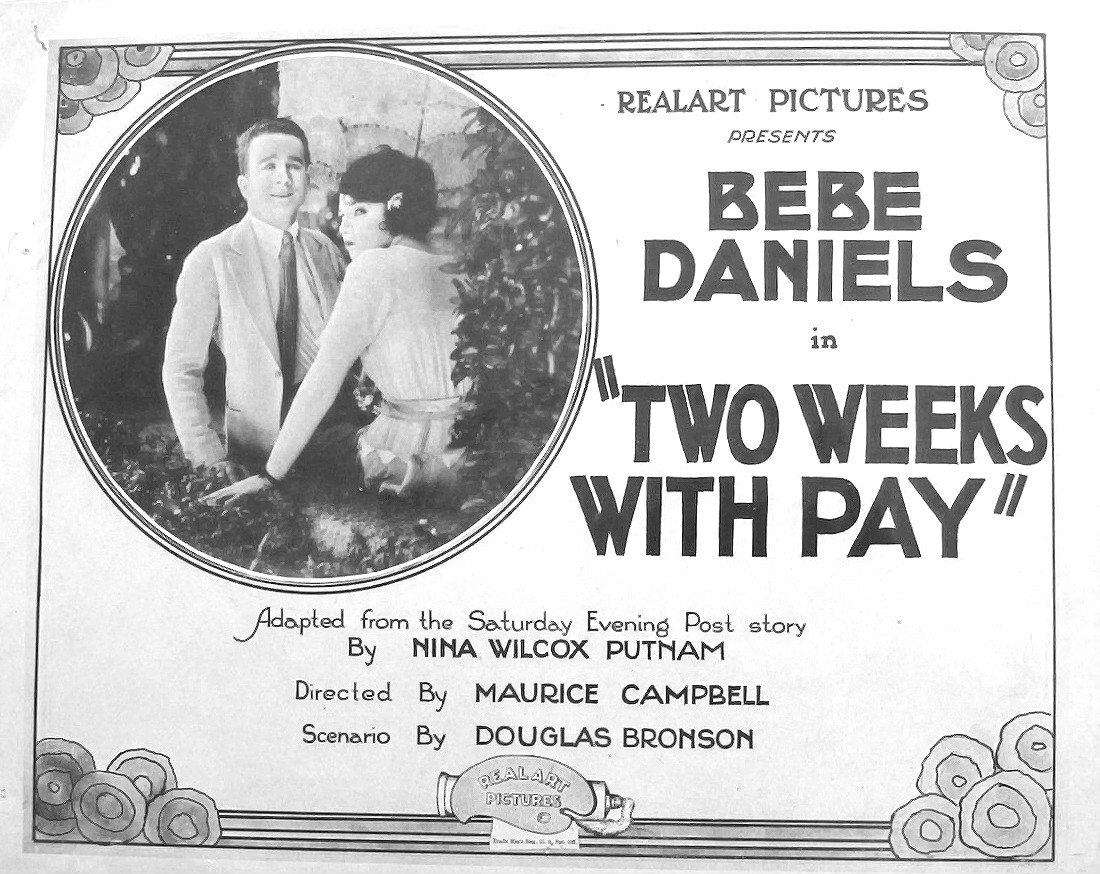
Carte promotionnelle du film.

Le Vertige (Two Weeks with Pay) est un film américain réalisé par Maurice S. Campbell, sorti en 1921.

## Synopsis
Pansy O'Donnell, une vendeuse, se voit accorder deux semaines de vacances dans une station balnéaire où elle fait de la publicité pour des vêtements fabriqués par son entreprise. L'employé de l'hôtel la prend pour l'actrice de cinéma Marie La Tour, et des rumeurs se répandent selon lesquelles elle est séjourne là incognito.

## Fiche technique
- titre original : Two Weeks with Pay
- Titre français : Le Vertige ; Villégiature gratuite
- Réalisation : Maurice S. Campbell
- Scénario : Alice Eyton (en) d'après une histoire de Nina Wilcox Putnam (en)
- Production : Realart Pictures Corporation (Adolph Zukor)
- Photographie : H. Kinley Martin
- Genre : Comédie[2]
- Durée : 5 bobines[3]
- Dates de sortie : 
  - États-Unis : mai 1921
  - France : 21 juillet 1922[4]

## Distribution

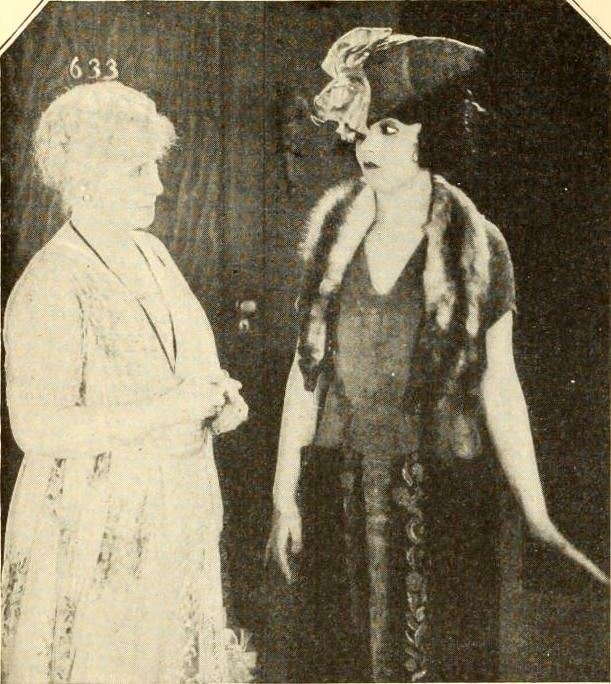
Frances Raymond et Bebe Daniels dans une scène du film.

- Bebe Daniels : Pansy O'Donnell / Marie La Tour
- Jack Mulhall : J. Livingston Smith
- James Mason : Montague Fox
- George Periolat : Ginsberg
- Frances Raymond : Mrs. Wainsworth
- Polly Moran : la femme de ménage
- Walter Hiers : le réceptionniste